# Dieter Düding
Dieter Düding (* 3. November 1940 in Solingen) ist ein deutscher Neuzeithistoriker. Er lehrte bis 2005 Neuere Geschichte an der Universität zu Köln. 
Düding wurde 1970 an der Universität zu Köln promoviert und habilitierte sich 1981 ebenda. Er lehrte dort als Privatdozent und später als außerplanmäßiger Professor. Von 1988 bis 1990 war er Gastprofessor an der Freien Universität Berlin. Er veröffentlichte zahlreiche Werke zur Politik-, Sozial- und Kulturgeschichte des 19. und 20. Jahrhunderts, insbesondere zur Geschichte des Nationalismus sowie zur Parteien- und Parlamentarismusgeschichte.

## Auszeichnungen
- 2010: Wissenschaftspreis des Deutschen Bundestages[2]
- 1972: Wolf-Erich-Kellner-Preis

## Schriften
- Parlamentarismus in Nordrhein-Westfalen 1946–1980. Vom Fünfparteien- zum Zweiparteienlandtag, Droste, Düsseldorf 2008 (= Handbuch der Geschichte des deutschen Parlamentarismus), ISBN 978-3-7700-5290-5.
- Heinz Kühn 1912–1992. Eine politische Biographie, Klartext Verlag, Essen 2002 (= Düsseldorfer Schriften zur neueren Landesgeschichte und zur Geschichte Nordrhein-Westfalens, Bd. 61), ISBN 978-3-89861-072-8.
- Volkspartei im Landtag. Die sozialdemokratische Landtagsfraktion in Nordrhein-Westfalen als Regierungsfraktion 1966–1990, Dietz, Bonn 1998 (= Politik- und Gesellschaftsgeschichte, Bd. 49), ISBN 978-3-8012-4093-6.
- Zwischen Tradition und Innovation. Die sozialdemokratische Landtagsfraktion in Nordrhein-Westfalen 1946–1966, Dietz, Bonn 1995 (= Politik- und Gesellschaftsgeschichte, Bd. 37), ISBN 978-3-8012-4055-4.
- (Hrsg. gemeinsam mit Peter Friedemann, Paul Münch): Öffentliche Festkultur. Politische Feste in Deutschland von der Aufklärung bis zum 1. Weltkrieg, Rowohlt, Reinbek bei Hamburg 1988, ISBN 978-3-499-55462-9.
- Organisierter gesellschaftlicher Nationalismus in Deutschland (1808–1847). Bedeutung und Funktion der Turner- und Sängervereine für die deutsche Nationalbewegung, Oldenbourg, München, Wien 1984 (= Studien zur Geschichte des neunzehnten Jahrhunderts, Bd. 13), ISBN 978-3-486-51631-9.
- Der Nationalsoziale Verein. 1896–1903. Der gescheiterte Versuch einer parteipolitischen Synthese von Nationalismus, Sozialismus und Liberalismus, Oldenbourg, München, Wien 1972 (= Studien zur Geschichte des neunzehnten Jahrhunderts, Bd. 6), ISBN 978-3-486-43801-7.